# Гипермнезия
Гипермнезия (от др.-греч. ὑπέρ — сверх и μνήμη — память) — повышенная способность к запоминанию и воспроизведению информации. Может касаться различных форм и видов памяти. Часто бывает неприятным, болезненным явлением (например, при удержании в памяти обилия малосущественных деталей).

## Классификация
Различают несколько видов гипермнезии. Во-первых, улучшение запоминания может быть связано с повышением аффекта, это наиболее частый случай в психиатрической практике. Тогда гипермнезия является одним из симптомов гипомании, маниакального синдрома либо одним из признаков гипертимии. Также она может быть признаком лекарственной гипертимии (либо гипомании), вызванной, например, психостимуляторами. Такая гипермнезия не вызывает неприятных ощущений.
Гипермнезия может быть также связана со спутанными сознанием, галлюцинациями, активной формой развития бреда, другими психическими расстройствами. Различают также эпизодическую и стойкую гипермнезии.
При диффузной (общей) гипермнезии память усиливается равномерно, это характерно для маниакальных состояний, в начальных стадиях опьянения алкоголем и марихуаной, в продромальный период прогрессивного паралича, при некоторых вариантах парафренического синдрома. 
При элективной (частичной, избирательной) гипермнезии усиливается память на отдельные события, факты, цифры, или определённые периоды жизни. Такая гипермнезия по отношению к событиям, связанным с бредовыми переживаниями, может иметь место при паранойе и паранояльных синдромах различного происхождения. При олигофрении она может относиться к отдельным фактам, входящим в ограниченный круг интересов больного. Такое же явление может наблюдаться при эпилепсии, если сфера интересов пациента существенно сужена. При депрессии и депрессивном синдроме встречается выборочная гипермнезия на факты и незначительные события, характеризующие пациента в отрицательном свете.
Случаи феноменальной памяти, иногда причисляемые к гипермнезиям, с медицинской точки зрения к гипермнезии не относятся.

## Гипермнезия в искусстве
- Фунес памятливый — рассказ Х. Л. Борхеса о человеке, неспособном забыть что-либо.